# Matarangi
Matarangi è una piccola località balneare della penisola di Coromandel in Nuova Zelanda, con circa 300 residenti permanenti che aumentano fino a 7000 durante il periodo estivo (da fine dicembre a febbraio). Il piccolo centro si è sviluppato negli anni 80 come località turistica appositamente costruita.

## Geografia fisica
Affacciata sull'oceano Pacifico, Matarangi fa parte del distretto di Thames-Coromandel nella regione del Waikato. Auckland, la principale città neozelandese, dista 81 chilometri verso ovest in linea d'aria. La cittadina occupa una sottile striscia di sabbia che divide il porto di Whangapoua dall'oceano.